# Калиник I Печки
Калиник (на сръбски: Калиник) е православен духовник, печки патриарх от 1693 до 1710 година.

## Биография
Роден е в Скопие и затова носи прякора Скопянец (на сръбски Скопљанац). По рождение е българин.
След бягството на патриарх Арсений III Черноевич в Австрия в 1690 година и голямото преселение на сръбско население печкият патриаршески престол остава известно време незает. Калиник Скопянец заема престола през пролетта на 1693 година с помощта на роднината си Александрос Маврокордатос. Калиник е добър архиерей и защитник на православието и се опитва да запази Патриаршията в трудните години, но не е приет от сръбските архиереи, тъй като не е съборно избран, а е назначен от османските власти. Когато Данило Шчепович Петрович Негош е избран за владика, не отива при Калиник, а при Арсений III да го посвети за черногорски владика. След смъртта на Арсений III сръбската епископия, под натиска на османските власти, признава Калиник за патриарх, като последен е Данило I през януари 1708 г.
Умира на 15 или 16 август 1710 година в Темешвар.